# Llista de monuments d'Arbúcies
Llista de monuments d'Arbúcies inclosos en l'Inventari del Patrimoni Arquitectònic Català per al municipi d'Arbúcies (Selva). Inclou els inscrits en el Registre de Béns Culturals d'Interès Nacional (BCIN) amb la classificació de monuments històrics, els Béns Culturals d'Interès Local (BCIL) de caràcter immoble i la resta de béns arquitectònics integrants del patrimoni cultural català.
| Monument | Protecció    | Estil/època                             | Localització                                                              | Coordenades                                          | Codi?         | Imatge |
| --- | ------------ | --------------------------------------- | ------------------------------------------------------------------------- | ---------------------------------------------------- | ------------- | --- |
| Castell de Montsoriu | BCIN 475-MH  | Romànic, gòtic X-XIV, XX                | Arbúcies i Sant Feliu de Buixalleu Turó de Montsoriu, veïnat de la Geneta | 41° 47′ 00″ N, 2° 32′ 26″ E / 41.783309°N,2.540604°E | RI-51-0005792 | Castell de Montsoriu (Arbúcies i Sant Feliu de Buixelleu) · Vegeu més fotos d'aquest monument · Carregueu una nova foto d'aquest monument    |
| Torre de Vilarmau | BCIN 1766-MH | Romànic XIX, XII-XIII                   | Arbúcies Cerdans                                                          | 41° 50′ 03″ N, 2° 25′ 29″ E / 41.834280°N,2.424780°E | RI-51-0006177 | Torre de Vilarmau (Arbúcies) · Vegeu més fotos d'aquest monument · Carregueu una nova foto d'aquest monument                                 |
| Torre Montfort |              | Romànic XII                             | Arbúcies i Riells i Viabrea Turó Montfort                                 | 41° 47′ 36″ N, 2° 30′ 36″ E / 41.79323°N,2.51007°E   | RI-51-0003238 | Carregueu una nova foto d'aquest monument |
| Església parroquial de Sant Quirze i Santa Julita                                                                                  |              | Gòtic tardà XV, XX                      | Arbúcies Pl. de la Vila, veïnat de la Plaça                               | 41° 48′ 58″ N, 2° 30′ 51″ E / 41.81615°N,2.51408°E   | IPA-26638     | Església parroquial de Sant Quirze i Santa Julita (Arbúcies) · Vegeu més fotos d'aquest monument · Carregueu una nova foto d'aquest monument |
| Església de Sant Pere Desplà |              | Preromànic, romànic VIII, XII, XVII     | Arbúcies Sant Pere Desplà, veïnat de Can Ferrer                           | 41° 50′ 29″ N, 2° 28′ 28″ E / 41.84152°N,2.47451°E   | IPA-26639     | Església de Sant Pere Desplà (Arbúcies) · Vegeu més fotos d'aquest monument · Carregueu una nova foto d'aquest monument                      |
| Capella de la Mare de Déu de la Pietat                                                                                             |              | Historicisme XVIII                      | Arbúcies Pl. de la Pietat, veïnat de Magnes                               | 41° 48′ 56″ N, 2° 31′ 10″ E / 41.81558°N,2.51933°E   | IPA-26640     | Capella de la Mare de Déu de la Pietat (Arbúcies) · Vegeu més fotos d'aquest monument · Carregueu una nova foto d'aquest monument            |
| Can Vicent Bosch, o Can Valiente                                                                                                   |              | Modernisme XX (1907)                    | Arbúcies C. Camprodon, 59, veïnat de la Carretera                         | 41° 48′ 56″ N, 2° 30′ 59″ E / 41.81546°N,2.51644°E   | IPA-26641     | Can Vicent Bosch (Arbúcies) · Vegeu més fotos d'aquest monument · Carregueu una nova foto d'aquest monument                                  |
| Can Torrent |              | Eclecticisme XIX, XX                    | Arbúcies C. del Vern, 21, veïnat del Castell                              | 41° 48′ 54″ N, 2° 30′ 50″ E / 41.81502°N,2.51399°E   | IPA-26642     | Carregueu una nova foto d'aquest monument |
| La Gabella, o Museu Etnològic del Montseny                                                                                         |              | Obra popular XVII, XIX, XX              | Arbúcies C. Major, 6, veïnat de la Plaça                                  | 41° 48′ 58″ N, 2° 30′ 49″ E / 41.81603°N,2.51369°E   | IPA-26643     | La Gabella (Arbúcies) · Vegeu més fotos d'aquest monument · Carregueu una nova foto d'aquest monument                                        |
| Hostal Nou |              | Obra popular, gòtic tardà XVI, XX       | Arbúcies C. Major, 12, veïnat de la Plaça                                 | 41° 48′ 57″ N, 2° 30′ 49″ E / 41.81583°N,2.51357°E   | IPA-26644     | Hostal Nou (Arbúcies) · Vegeu més fotos d'aquest monument · Carregueu una nova foto d'aquest monument                                        |
| Voltes de la plaça de la Vila |              | Obra popular XVI                        | Arbúcies Pl. de la Vila, veïnat de la Plaça                               | 41° 48′ 57″ N, 2° 30′ 51″ E / 41.81591°N,2.51419°E   | IPA-26645     | Voltes de la plaça de la Vila (Arbúcies) · Vegeu més fotos d'aquest monument · Carregueu una nova foto d'aquest monument                     |
| Can Riera, o Cal Notari, Can Granell, Can Llucià                                                                                   |              | Obra popular XVII, XX                   | Arbúcies Pl. de la Vila, 2, veïnat de la Plaça                            | 41° 48′ 58″ N, 2° 30′ 52″ E / 41.81618°N,2.51436°E   | IPA-26646     | Can Riera (Arbúcies) · Vegeu més fotos d'aquest monument · Carregueu una nova foto d'aquest monument                                         |
| Pont del Molí de les Pipes |              | Romànic XI                              | Arbúcies El Vidal                                                         | 41° 49′ 12″ N, 2° 29′ 36″ E / 41.81989°N,2.49322°E   | IPA-26647     | Pont del Molí de les Pipes (Arbúcies) · Vegeu més fotos d'aquest monument · Carregueu una nova foto d'aquest monument                        |
| Ermita del Nen Jesús de Praga |              | Historicisme XX (1911)                  | Arbúcies Roca d'en Pla, Joanet                                            | 41° 52′ 12″ N, 2° 31′ 36″ E / 41.86998°N,2.5266°E    | IPA-26648     | Ermita del Nen Jesús de Praga (Arbúcies) · Vegeu més fotos d'aquest monument · Carregueu una nova foto d'aquest monument                     |
| Mas Duell, o Masduell |              | Obra popular XIX, XX                    | Arbúcies Roca d'en Pla, Joanet                                            | 41° 52′ 12″ N, 2° 31′ 19″ E / 41.87007°N,2.52207°E   | IPA-26649     | Carregueu una nova foto d'aquest monument |
| Església de Sant Cristòfol de Cerdans                                                                                              |              | Romànic XI, XVI, XVIII                  | Arbúcies Sant Cristòfol de Cerdans                                        | 41° 50′ 33″ N, 2° 25′ 51″ E / 41.84263°N,2.4308°E    | IPA-26650     | Església de Sant Cristòfol de Cerdans (Arbúcies) · Vegeu més fotos d'aquest monument · Carregueu una nova foto d'aquest monument             |
| Església de Sant Mateu de Joanet                                                                                                   |              | Romànic, historicisme X, XVII, XX       | Arbúcies Pl. de la Rectoria, Joanet                                       | 41° 50′ 38″ N, 2° 31′ 39″ E / 41.84397°N,2.52748°E   | IPA-26652     | Església de Sant Mateu de Joanet (Arbúcies) · Vegeu més fotos d'aquest monument · Carregueu una nova foto d'aquest monument                  |
| Font pica de la plaça de Joanet |              | Obra popular XIX Final, XX              | Arbúcies Pl. de Catalunya, Joanet                                         | 41° 50′ 37″ N, 2° 31′ 41″ E / 41.84355°N,2.528°E     | IPA-26653     | Font pica de la plaça de Joanet (Arbúcies) · Vegeu més fotos d'aquest monument · Carregueu una nova foto d'aquest monument                   |
| Taula dels Tres Bisbes |              | Obra popular                            | Arbúcies i Montseny. Ctra. BV-5114 a Sant Marçal, km 28,5                 | 41° 48′ 16″ N, 2° 25′ 06″ E / 41.80448°N,2.41834°E   | IPA-29216     | Taula dels Tres Bisbes (Arbúcies i Montseny) · Vegeu més fotos d'aquest monument · Carregueu una nova foto d'aquest monument                 |
| La Caixa de Pensions |              | Monumentalisme academicista XX          | Arbúcies C. Camprodon, 28, veïnat de la Carretera                         | 41° 48′ 56″ N, 2° 30′ 56″ E / 41.81567°N,2.5156°E    | IPA-32533     | La Caixa de Pensions (Arbúcies) · Vegeu més fotos d'aquest monument · Carregueu una nova foto d'aquest monument                              |
| Granja Royal, o Can Valero, el Royal, l'Òptica                                                                                     |              | Modernisme, noucentisme XX              | Arbúcies C. Camprodon, 35, veïnat de la Carretera                         | 41° 48′ 57″ N, 2° 30′ 56″ E / 41.81587°N,2.5156°E    | IPA-32534     | Granja Royal (Arbúcies) · Vegeu més fotos d'aquest monument · Carregueu una nova foto d'aquest monument                                      |
| Can Rinsa, o Can Regastell |              | Obra popular, gòtic tardà XVII, XIX, XX | Arbúcies Pl. de la Vila, veïnat de la Plaça                               | 41° 48′ 57″ N, 2° 30′ 52″ E / 41.81596°N,2.51439°E   | IPA-32535     | Can Rinsa (Arbúcies) · Vegeu més fotos d'aquest monument · Carregueu una nova foto d'aquest monument                                         |
| Les Magnòlies |              | Eclecticisme XIX, XX                    | Arbúcies Pg. Mn. Anton Serres, 7, parc Mongé                              | 41° 49′ 08″ N, 2° 30′ 30″ E / 41.81877°N,2.50828°E   | IPA-32536     | Les Magnòlies (Arbúcies) · Vegeu més fotos d'aquest monument · Carregueu una nova foto d'aquest monument                                     |
| Can Badés |              | Eclecticisme XIX                        | Arbúcies Pg. Mn. Anton Serres, parc Mongé                                 | 41° 49′ 06″ N, 2° 30′ 26″ E / 41.81828°N,2.50723°E   | IPA-32537     | Can Badés (Arbúcies) · Vegeu més fotos d'aquest monument · Carregueu una nova foto d'aquest monument                                         |
| Hostal Parc, o el Parque |              | Eclecticisme XIX, XX                    | Arbúcies Pg. Mn. Anton Serres, 9, parc Mongé                              | 41° 49′ 08″ N, 2° 30′ 28″ E / 41.81881°N,2.5079°E    | IPA-32538     | Hostal Parc (Arbúcies) · Vegeu més fotos d'aquest monument · Carregueu una nova foto d'aquest monument                                       |
| La Farga |              | Obra popular XIX, XX                    | Arbúcies C. Folgueroles - pg. Mn. Anton Serres                            | 41° 49′ 05″ N, 2° 30′ 38″ E / 41.81799°N,2.51058°E   | IPA-32539     | La Farga (Arbúcies) · Vegeu més fotos d'aquest monument · Carregueu una nova foto d'aquest monument                                          |
| El Roquer |              | Monumentalisme academicista XIX, XX     | Arbúcies C. Santiago Geli, 1, veïnat de Magnes                            | 41° 49′ 02″ N, 2° 30′ 52″ E / 41.81716°N,2.51447°E   | IPA-32558     | El Roquer (Arbúcies) · Vegeu més fotos d'aquest monument · Carregueu una nova foto d'aquest monument                                         |
| Can Xacris |              | Monumentalisme academicista XX          | Arbúcies C. Dr. Santiago Geli, 2, veïnat de Magnes                        | 41° 49′ 01″ N, 2° 30′ 52″ E / 41.81685°N,2.51456°E   | IPA-32562     | Can Xacris (Arbúcies) · Vegeu més fotos d'aquest monument · Carregueu una nova foto d'aquest monument                                        |
| Residència de les Germanes Hospitalàries, o l'Hospital                                                                             |              | Monumentalisme academicista XX (1941)   | Arbúcies C. Dr. Santiago Geli, veïnat de Magnes                           | 41° 49′ 03″ N, 2° 30′ 54″ E / 41.81746°N,2.51504°E   | IPA-32565     | Residència de les Germanes Hospitalàries (Arbúcies) · Vegeu més fotos d'aquest monument · Carregueu una nova foto d'aquest monument          |
| Mas Pujals |              | Obra popular XVI, XIX, XX               | Arbúcies C. de Pujals, Urbanització de Pujals                             | 41° 49′ 16″ N, 2° 31′ 16″ E / 41.82102°N,2.52104°E   | IPA-32568     | Carregueu una nova foto d'aquest monument |
| Can Quadres |              | Obra popular XVII, XIX                  | Arbúcies El Rieral                                                        | 41° 48′ 45″ N, 2° 31′ 45″ E / 41.81261°N,2.52925°E   | IPA-32572     | Carregueu una nova foto d'aquest monument |
| Mas Fogueres del Molí, o Fogueres de la Capella, Manso Dolores                                                                     |              | Obra popular XVII, XX                   | Arbúcies Mas Fogueres, 60, el Rieral                                      | 41° 48′ 59″ N, 2° 31′ 16″ E / 41.81628°N,2.52105°E   | IPA-32589     | Carregueu una nova foto d'aquest monument |
| Mas Can Torrent, o Torrent del Mas                                                                                                 |              | Obra popular XVII                       | Arbúcies Veïnat de França                                                 | 41° 48′ 01″ N, 2° 30′ 35″ E / 41.80016°N,2.50962°E   | IPA-32683     | Carregueu una nova foto d'aquest monument |
| El Morer, o el Moré |              | Obra popular XVII, XX                   | Arbúcies Veïnat de França                                                 | 41° 48′ 10″ N, 2° 31′ 01″ E / 41.80275°N,2.51684°E   | IPA-32684     | Carregueu una nova foto d'aquest monument |
| Can Pasqual |              | Obra popular XVI                        | Arbúcies El Rieral                                                        | 41° 48′ 04″ N, 2° 32′ 41″ E / 41.80102°N,2.54486°E   | IPA-32685     | Can Pasqual (Arbúcies) · Vegeu més fotos d'aquest monument · Carregueu una nova foto d'aquest monument                                       |
| Can Blanc |              | Obra popular, historicisme XVI, XIX, XX | Arbúcies El Rieral                                                        | 41° 48′ 31″ N, 2° 32′ 17″ E / 41.80857°N,2.53804°E   | IPA-32686     | Can Blanc (Arbúcies) · Vegeu més fotos d'aquest monument · Carregueu una nova foto d'aquest monument                                         |
| Can Pujató, o Torre Malaret, Can Pugetó                                                                                            |              | Obra popular XVII, XIX, XX              | Arbúcies El Rieral                                                        | 41° 48′ 40″ N, 2° 32′ 13″ E / 41.81103°N,2.53704°E   | IPA-32687     | Can Pujató (Arbúcies) · Vegeu més fotos d'aquest monument · Carregueu una nova foto d'aquest monument                                        |
| Mollfulleda |              | Obra popular XVII                       | Arbúcies Mollfulleda                                                      | 41° 49′ 10″ N, 2° 32′ 58″ E / 41.81958°N,2.5494°E    | IPA-32688     | Mollfulleda (Arbúcies) · Vegeu més fotos d'aquest monument · Carregueu una nova foto d'aquest monument                                       |
| Can Riera de la Pineda |              | Obra popular XII, XIX                   | Arbúcies Mollfulleda                                                      | 41° 49′ 23″ N, 2° 32′ 07″ E / 41.82295°N,2.53533°E   | IPA-32689     | Can Riera de la Pineda (Arbúcies) · Vegeu més fotos d'aquest monument · Carregueu una nova foto d'aquest monument                            |
| Fogueres de Montsoriu |              | Obra popular XVII, XX                   | Arbúcies Pl. Urbanització Fogueres de Montsoriu, veïnat de la Geneta      | 41° 47′ 00″ N, 2° 31′ 29″ E / 41.78327°N,2.52477°E   | IPA-32690     | Carregueu una nova foto d'aquest monument |
| El Congost |              | Obra popular XIX                        | Arbúcies El Vidal                                                         | 41° 49′ 02″ N, 2° 29′ 37″ E / 41.81721°N,2.49348°E   | IPA-32691     | Carregueu una nova foto d'aquest monument |
| Can Pere Crous |              | Obra popular XVIII, XX                  | Arbúcies El Vidal                                                         | 41° 48′ 53″ N, 2° 29′ 01″ E / 41.81472°N,2.48356°E   | IPA-32692     | Carregueu una nova foto d'aquest monument |
| Mas Puig, o Can Puig |              | Obra popular XVIII, XX                  | Arbúcies El Vidal                                                         | 41° 48′ 34″ N, 2° 29′ 26″ E / 41.8095°N,2.49058°E    | IPA-32693     | Mas Puig (Arbúcies) · Vegeu més fotos d'aquest monument · Carregueu una nova foto d'aquest monument                                          |
| El Vilar |              | Obra popular XV, XX                     | Arbúcies El Vidal                                                         | 41° 48′ 32″ N, 2° 28′ 52″ E / 41.80891°N,2.48112°E   | IPA-32694     | Carregueu una nova foto d'aquest monument |
| El Marcús |              | Obra popular XVIII                      | Arbúcies El Vidal                                                         | 41° 49′ 07″ N, 2° 29′ 28″ E / 41.8186°N,2.4911°E     | IPA-32695     | Carregueu una nova foto d'aquest monument |
| El Vidal |              | Obra popular, modernisme XVII, XX       | Arbúcies El Vidal                                                         | 41° 49′ 04″ N, 2° 28′ 47″ E / 41.81779°N,2.47977°E   | IPA-32696     | El Vidal (Arbúcies) · Vegeu més fotos d'aquest monument · Carregueu una nova foto d'aquest monument                                          |
| La Cortinoia |              | Obra popular XVIII, XX                  | Arbúcies El Monjo                                                         | 41° 48′ 46″ N, 2° 28′ 11″ E / 41.81282°N,2.46969°E   | IPA-32697     | La Cortinoia (Arbúcies) · Vegeu més fotos d'aquest monument · Carregueu una nova foto d'aquest monument                                      |
| La Cortina, o la Cortina de la Muntanya                                                                                            |              | Obra popular XVIII, XX                  | Arbúcies El Monjo                                                         | 41° 48′ 42″ N, 2° 28′ 13″ E / 41.81157°N,2.47037°E   | IPA-32698     | La Cortina (Arbúcies) · Vegeu més fotos d'aquest monument · Carregueu una nova foto d'aquest monument                                        |
| El Buixaus, o el Boixaus, Buxaus, el Buixaus de la Muntanya                                                                        |              | Obra popular XVIII, XX                  | Arbúcies El Monjo                                                         | 41° 48′ 43″ N, 2° 27′ 26″ E / 41.81197°N,2.45735°E   | IPA-32699     | El Buixaus (Arbúcies) · Vegeu més fotos d'aquest monument · Carregueu una nova foto d'aquest monument                                        |
| El Regàs |              | Obra popular XV, XVIII, XX              | Arbúcies Lliors                                                           | 41° 49′ 27″ N, 2° 27′ 09″ E / 41.82417°N,2.45251°E   | IPA-32700     | El Regàs (Arbúcies) · Vegeu més fotos d'aquest monument · Carregueu una nova foto d'aquest monument                                          |
| Terrers, o Mas Terrers |              | Obra popular XVI                        | Arbúcies Els Terrers, Cerdans                                             | 41° 50′ 54″ N, 2° 26′ 52″ E / 41.84833°N,2.44778°E   | IPA-32701     | Carregueu una nova foto d'aquest monument |
| Església de Santa Maria de Lliors                                                                                                  |              | Romànic X, XVII                         | Arbúcies Lliors                                                           | 41° 49′ 22″ N, 2° 26′ 09″ E / 41.82267°N,2.43595°E   | IPA-32702     | Església de Santa Maria de Lliors (Arbúcies) · Vegeu més fotos d'aquest monument · Carregueu una nova foto d'aquest monument                 |
| El Crous, o el Crous de Lliors |              | Obra popular XV, XX                     | Arbúcies Lliors                                                           | 41° 49′ 21″ N, 2° 26′ 09″ E / 41.82252°N,2.43576°E   | IPA-32703     | El Crous (Arbúcies) · Vegeu més fotos d'aquest monument · Carregueu una nova foto d'aquest monument                                          |
| El Mataró, o Mataró de Cerdans |              | Obra popular XVII, XIX                  | Arbúcies El Mataró, Cerdans                                               | 41° 50′ 35″ N, 2° 25′ 57″ E / 41.84317°N,2.43252°E   | IPA-32704     | El Mataró (Arbúcies) · Vegeu més fotos d'aquest monument · Carregueu una nova foto d'aquest monument                                         |
| El Serrat |              | Obra popular XVIII, XX                  | Arbúcies Cerdans                                                          | 41° 50′ 32″ N, 2° 25′ 41″ E / 41.84234°N,2.42795°E   | IPA-32705     | El Serrat (Arbúcies) · Vegeu més fotos d'aquest monument · Carregueu una nova foto d'aquest monument                                         |
| Can Ferrer, o Ferrer de Sant Pere                                                                                                  |              | Obra popular X, XIX, XX                 | Arbúcies Veïnat de Can Ferrer                                             | 41° 50′ 29″ N, 2° 28′ 26″ E / 41.84134°N,2.47399°E   | IPA-32707     | Can Ferrer (Arbúcies) · Vegeu més fotos d'aquest monument · Carregueu una nova foto d'aquest monument                                        |
| Ca n'Aulet, o l'Aulet |              | Obra popular XVII, XIX                  | Arbúcies Joanet                                                           | 41° 50′ 25″ N, 2° 30′ 49″ E / 41.84037°N,2.51351°E   | IPA-32708     | Carregueu una nova foto d'aquest monument |
| Cal Fuster |              | Obra popular XVII                       | Arbúcies Pl. de Catalunya, 12, Joanet                                     | 41° 50′ 36″ N, 2° 31′ 41″ E / 41.84344°N,2.52802°E   | IPA-32709     | Carregueu una nova foto d'aquest monument |
| Castell d'en Roca, o Mas de la Roca, Castell Marsans, Can Roca                                                                     |              |                                         | Arbúcies Roca d'en Pla, Joanet                                            | 41° 51′ 59″ N, 2° 31′ 12″ E / 41.86632°N,2.52012°E   | IPA-32771     | Carregueu una nova foto d'aquest monument |
| Ferrús, o Mas Ferrús |              |                                         | Arbúcies Mollfulleda                                                      | 41° 49′ 52″ N, 2° 32′ 31″ E / 41.83112°N,2.5419°E    | IPA-32780     | Carregueu una nova foto d'aquest monument |
| La Paradella, o la Pradella, la Pardella                                                                                           |              |                                         | Arbúcies Can Ferrer, veïnat de Pocafarina                                 | 41° 50′ 07″ N, 2° 29′ 41″ E / 41.835148°N,2.494735°E | IPA-32790     | Carregueu una nova foto d'aquest monument |
| Santa Obina, o Santa Albina, Santaobina                                                                                            |              | Obra popular XVII, XIX                  | Arbúcies Santobina, el Monjo                                              | 41° 48′ 55″ N, 2° 27′ 26″ E / 41.81528°N,2.45717°E   | IPA-32821     | Santa Obina (Arbúcies) · Vegeu més fotos d'aquest monument · Carregueu una nova foto d'aquest monument                                       |
| Cal Monjo, o el Monjo |              | Obra popular XVIII, XX                  | Arbúcies El Monjo                                                         | 41° 49′ 32″ N, 2° 28′ 12″ E / 41.82566°N,2.47012°E   | IPA-32822     | Cal Monjo (Arbúcies) · Vegeu més fotos d'aquest monument · Carregueu una nova foto d'aquest monument                                         |
| Corral d'en Vidal, o Cal Traguitxo                                                                                                 |              | Obra popular XVII                       | Arbúcies El Vidal                                                         | 41° 48′ 06″ N, 2° 27′ 15″ E / 41.80157°N,2.45407°E   | IPA-32823     | Carregueu una nova foto d'aquest monument |
| El Bodaixó |              | Obra popular XVI                        | Arbúcies Mollfulleda                                                      | 41° 49′ 51″ N, 2° 33′ 13″ E / 41.83078°N,2.55361°E   | IPA-32824     | Carregueu una nova foto d'aquest monument |
| El Molí de Riudecòs |              | Obra popular XVIII                      | Arbúcies Riudecòs, Joanet                                                 | 41° 51′ 14″ N, 2° 30′ 41″ E / 41.85384°N,2.51145°E   | IPA-32825     | Carregueu una nova foto d'aquest monument |
| Serrahima, o Serraïma |              | Obra popular XIX                        | Arbúcies Joanet                                                           | 41° 50′ 39″ N, 2° 32′ 21″ E / 41.84417°N,2.53906°E   | IPA-32826     | Carregueu una nova foto d'aquest monument |
| La Rectoria |              | Gòtic tardà XVI, XX                     | Arbúcies C. del Vern, 9                                                   | 41° 48′ 56″ N, 2° 30′ 51″ E / 41.81546°N,2.51413°E   | IPA-32827     | Carregueu una nova foto d'aquest monument |
| Can Delfí |              | Eclecticisme XIX                        | Arbúcies C. de l'Estenedor, veïnat de Magnes                              | 41° 49′ 01″ N, 2° 30′ 51″ E / 41.81701°N,2.51427°E   | IPA-32834     | Can Delfí (Arbúcies) · Vegeu més fotos d'aquest monument · Carregueu una nova foto d'aquest monument                                         |
| Can Lleonart, o Mas Rafart |              | Obra popular XVI, XIX                   | Arbúcies C. Damunt, 1                                                     | 41° 48′ 56″ N, 2° 30′ 47″ E / 41.81565°N,2.51315°E   | IPA-32841     | Can Lleonart (Arbúcies) · Vegeu més fotos d'aquest monument · Carregueu una nova foto d'aquest monument                                      |
| Forn de Rajols del Marcús |              | Obra popular XIX                        | Arbúcies El Marcús, el Vidal                                              | 41° 49′ 07″ N, 2° 29′ 26″ E / 41.81864°N,2.49065°E   | IPA-32842     | Carregueu una nova foto d'aquest monument |
| Molí de les Pipes, o Molí del Marcús, Molí del Congost                                                                             |              | Obra popular XIV, XX                    | Arbúcies El Vidal                                                         | 41° 49′ 11″ N, 2° 29′ 39″ E / 41.81974°N,2.4941°E    | IPA-32843     | Molí de les Pipes (Arbúcies) · Vegeu més fotos d'aquest monument · Carregueu una nova foto d'aquest monument                                 |
| Hotel d'Entitats, o Caserna de la Guàrdia Civil                                                                                    |              | Neoclassicisme XIX, XX                  | Arbúcies C. de l'Estenedor, 44                                            | 41° 49′ 04″ N, 2° 30′ 45″ E / 41.81785°N,2.51246°E   | IPA-32844     | Hotel d'Entitats (Arbúcies) · Vegeu més fotos d'aquest monument · Carregueu una nova foto d'aquest monument                                  |
| Carrer del Vern |              | Obra popular XVI                        | Arbúcies C. del Vern, veïnat de la Plaça                                  | 41° 48′ 57″ N, 2° 30′ 51″ E / 41.81576°N,2.51408°E   | IPA-32845     | Carrer del Vern (Arbúcies) · Vegeu més fotos d'aquest monument · Carregueu una nova foto d'aquest monument                                   |
| Fonts de Bomba: del Bon Humor, de Can Palau, de Can Mero, de Can Salau, del carrer Damunt, del carrer de Sant Hilari, de la Pietat |              | Obra popular XX                         | Arbúcies C. Sorrall, 44                                                   | 41° 48′ 59″ N, 2° 30′ 58″ E / 41.81627°N,2.51618°E   | IPA-32846     | Fonts de Bomba (Arbúcies) · Vegeu més fotos d'aquest monument · Carregueu una nova foto d'aquest monument                                    |
| Molí de Ca n'Aulet |              | Obra popular XVI, XX                    | Arbúcies Joanet                                                           | 41° 50′ 31″ N, 2° 30′ 55″ E / 41.84181°N,2.51522°E   | IPA-32847     | Carregueu una nova foto d'aquest monument |
| Ca l'Ayats |              | Neoclassicisme XX                       | Arbúcies C. de la Pietat, 55, veïnat de Magnes                            | 41° 48′ 57″ N, 2° 31′ 10″ E / 41.81594°N,2.51939°E   | IPA-32850     | Carregueu una nova foto d'aquest monument |
| Cementiri d'Arbúcies |              | Neoclassicisme XIX                      | Arbúcies Ctra. GI-550, Torre de Pujals                                    | 41° 49′ 30″ N, 2° 30′ 57″ E / 41.825°N,2.51589°E     | IPA-32851     | Carregueu una nova foto d'aquest monument |
| Ca l'Iglésies |              | Obra popular XVIII, XX                  | Arbúcies Joanet                                                           | 41° 50′ 39″ N, 2° 31′ 33″ E / 41.8441°N,2.52583°E    | IPA-32852     | Carregueu una nova foto d'aquest monument |
| Col·legi Vedruna |              | Obra popular XVIII, XX                  | Arbúcies C. Magnes, 6                                                     | 41° 49′ 02″ N, 2° 30′ 58″ E / 41.81734°N,2.51602°E   | IPA-32859     | Col·legi Vedruna (Arbúcies) · Vegeu més fotos d'aquest monument · Carregueu una nova foto d'aquest monument                                  |
| La Rectoria de Joanet |              | Obra popular XVII, XX                   | Arbúcies Pl. de la Rectoria, 5, Joanet                                    | 41° 50′ 38″ N, 2° 31′ 40″ E / 41.84388°N,2.52784°E   | IPA-32863     | Carregueu una nova foto d'aquest monument |
| Hostal Castell |              | Obra popular XVII, XX                   | Arbúcies C. Castell, 1, veïnat del Castell                                | 41° 48′ 59″ N, 2° 30′ 50″ E / 41.81625°N,2.51394°E   | IPA-32864     | Hostal Castell (Arbúcies) · Vegeu més fotos d'aquest monument · Carregueu una nova foto d'aquest monument                                    |
| Molí del Regàs |              | Obra popular XV, XVIII                  | Arbúcies Masoveria del Regàs, Lliors                                      | 41° 49′ 27″ N, 2° 27′ 11″ E / 41.82426°N,2.45293°E   | IPA-32865     | Carregueu una nova foto d'aquest monument |
| Hotel Montsoriu |              | Neoclassicisme XX                       | Arbúcies C. Camprodon, 90                                                 | 41° 48′ 51″ N, 2° 31′ 06″ E / 41.81415°N,2.51844°E   | IPA-32868     | Hotel Montsoriu (Arbúcies) · Vegeu més fotos d'aquest monument · Carregueu una nova foto d'aquest monument                                   |
| La Farmàcia, antiga Caixa de Pensions                                                                                              |              | Noucentisme XX                          | Arbúcies C. Camprodon, 22, veïnat de la Carretera                         | 41° 48′ 56″ N, 2° 30′ 56″ E / 41.81567°N,2.5156°E    | IPA-32869     | La Farmàcia (Arbúcies) · Vegeu més fotos d'aquest monument · Carregueu una nova foto d'aquest monument                                       |
| Pont del Camí al Regàs |              | Obra popular XIX                        | Arbúcies Sobre la riera d'Arbúcies                                        |                                                      | IPA-36995     | Carregueu una nova foto d'aquest monument |
| Pont de Can Marcús |              | Obra popular XX                         | Arbúcies Sobre la riera d'Arbúcies                                        |                                                      | IPA-36996     | Carregueu una nova foto d'aquest monument |
| Pont de Can Blanc |              | Obra popular                            | Arbúcies                                                                  |                                                      | IPA-36997     | Carregueu una nova foto d'aquest monument |
| Aqüeducte d'Arbúcies |              | Obra popular                            | Arbúcies Prop del molí de les Pipes                                       | 41° 49′ 12″ N, 2° 29′ 38″ E / 41.819943°N,2.493998°E | IPA-36998     | Carregueu una nova foto d'aquest monument |
| Pont de la Vila |              | Obra popular XIX                        | Arbúcies Sobre la riera d'Arbúcies                                        | 41° 49′ 01″ N, 2° 30′ 52″ E / 41.816837°N,2.514372°E | IPA-36999     | Pont de la Vila (Arbúcies) · Vegeu més fotos d'aquest monument · Carregueu una nova foto d'aquest monument                                   |
| Pont de Can Quadres o Pont de la Torneria de Can Casadesús                                                                         |              | Obra popular XIX                        | Arbúcies Sobre la riera d'Arbúcies                                        |                                                      | IPA-37000     | Carregueu una nova foto d'aquest monument |
| Pont a l'entrada del poble |              | Obra popular XIX                        | Arbúcies Sobre la riera d'Arbúcies                                        | 41° 48′ 52″ N, 2° 31′ 07″ E / 41.814574°N,2.518744°E | IPA-37001     | Carregueu una nova foto d'aquest monument |
| Pont Fora de la Vila |              | Obra popular XIX                        | Arbúcies Sobre la riera d'Arbúcies                                        |                                                      | IPA-37002     | Carregueu una nova foto d'aquest monument |
| Pont de Can Pasqual |              | Obra popular XIX                        | Arbúcies Sobre la riera d'Arbúcies                                        |                                                      | IPA-37003     | Carregueu una nova foto d'aquest monument |
| Aqüeducte d'Arbúcies II |              | Obra popular                            | Arbúcies                                                                  | 41° 49′ 12″ N, 2° 29′ 39″ E / 41.81997°N,2.49406°E   | IPA-37004     | Carregueu una nova foto d'aquest monument |
| Dipòsit circular, Recipient circular de pedra                                                                                      |              | Obra popular                            | Arbúcies Paratge de la Cortina de Sant Miquel                             |                                                      | IPA-46435     | Carregueu una nova foto d'aquest monument |